# Big Brother (reality show)
Big Brother é uma franquia de reality show neerlandesa criada por John de Mol. Foi transmitida pela primeira vez nos Países Baixos em 1999 e posteriormente distribuída internacionalmente. O programa apresenta concorrentes que moram juntos em uma casa especialmente construída e isolada do mundo exterior. Desde 5 de agosto de  2023, já foram feitas versões do Big Brother em mais de 63 países e regiões franqueadas. 
O nome é inspirado no Grande Irmão do romance Mil Novencentos e Oitenta e Quatro de George Orwell e os moradores são monitorados continuamente durante sua estadia na casa por câmeras ao vivo, bem como por microfones. Em intervalos regulares, os moradores nomeiam colegas que desejam expulsar de casa. Ao longo da competição, eles são eliminados (geralmente semanalmente) até que apenas um permaneça e ganhe o prêmio em dinheiro.
Notícias do mundo exterior podem ocasionalmente ser dadas como recompensa. Além disso, notícias de eventos extraordinários podem ser fornecidas aos participantes se tal informação for considerada importante. Tais exemplos notáveis do passado incluem os resultados de eleições nacionais, os ataques de 11 de setembro e a pandemia de COVID-19 .

## Versões

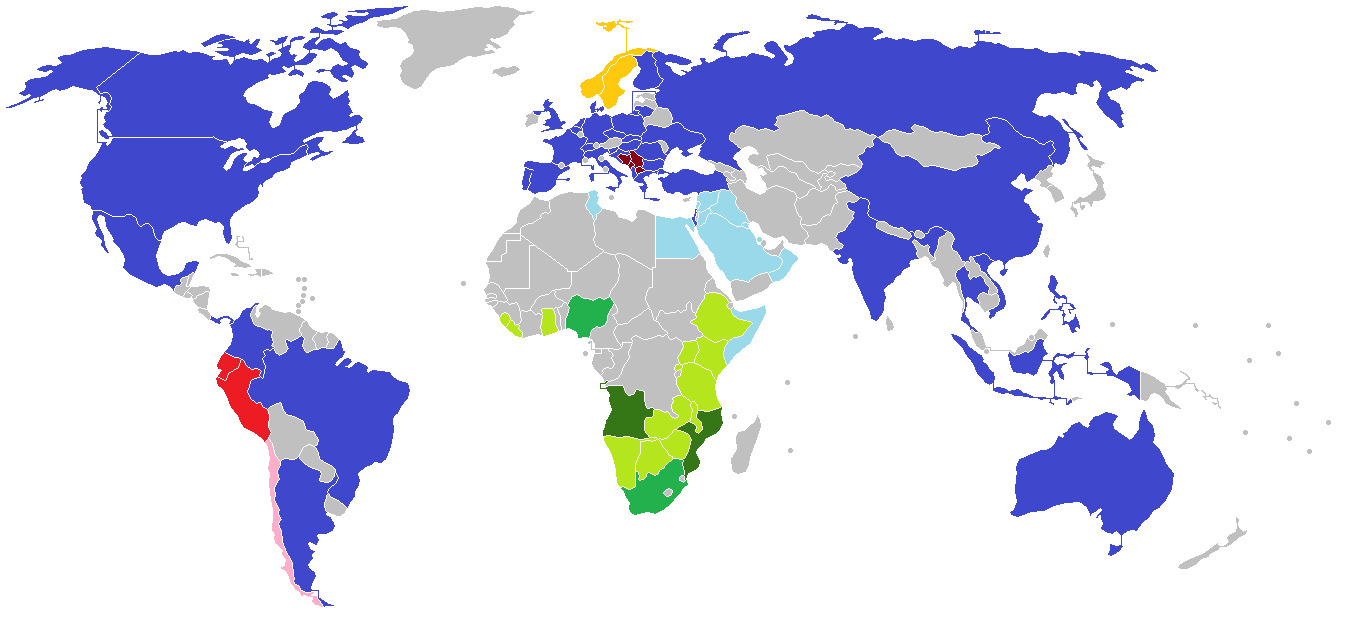
Mapa mundial com as diferentes versões de Big Brother:
Com franquias próprias
Parte do Big Brother Africa
Parte do Big Brother Angola e Moçambique; também faz parte do Big Brother Africa
Com franquias individuais; Também faz parte do Big Brother Africa
Parte do Big Brother: الرئيس
Parte de Gran Hermano del Pacífico
Com franquias individuais; também faz parte do Gran Hermano del Pacífico
Parte de Veliki brat
Com franquias individuais; também faz parte do Big Brother da Escandinávia

### Lusofonia
Brasil
Big Brother Brasil (frequentemente abreviado como BBB) é um reality show brasileiro, baseado no formato original neerlandês Big Brother e parte da franquia homônima, produzido e exibido pela TV Globo. Sua primeira edição iniciou em 29 de janeiro de 2002, com uma segunda temporada sendo exibida no mesmo ano. A partir da terceira edição, passou a ser anual. Atualmente, o BBB é exibido de janeiro até final de abril, e tem apresentação de Tadeu Schmidt e direção geral de Rodrigo Dourado.
O programa consiste no confinamento de um número variável de participantes de diferentes origens, idades, profissões, personalidades e pontos de vista, em uma casa cenográfica, sendo vigiados por câmeras 24 horas por dia e privados de conexão com o mundo exterior e dos meios de comunicação de massa (como jornais, telefones, televisão e internet) por cerca de três meses. Tais participantes são escolhidos pela produção do programa, mas podem optar por querer ou não entrar na casa e têm o direito de desistir a qualquer momento do programa. Além da convivência, em cada semana os confinados enfrentam provas de sorte, habilidade, inteligência e resistência, e dois ou três participantes (às vezes até quatro participantes) são indicados pelos companheiros de jogo para enfrentar o voto popular, onde o público decide quem é eliminado do programa. Os participantes têm como objetivos vencer as provas, angariar a simpatia dos telespectadores, superar as eliminações semanais e permanecer na casa até o último dia, quando o público definirá quem será o ganhador do grande prêmio final entre os finalistas.
No Brasil, além das transmissões diárias na TV Globo e de flashes esporádicos no canal por assinatura Multishow, é exibido na internet para assinantes do Globoplay, com câmeras filmando integralmente a rotina dos participantes. Até a 24.ª edição, também era exibido em pay-per-view (PPV), em várias operadoras de televisão por assinatura e também pelo Canais Globo para os assinantes do PPV.
Portugal
Big Brother é a versão portuguesa do formato holandês do reality show Big Brother, produzido pela Endemol Shine Iberia e exibido pela TVI e TVI Reality.

## Controvérsias

### Jurídicas
Em abril de 2000, a Castaway, uma produtora independente, entrou com uma ação judicial contra John de Mol e Endemol por roubarem os conceitos de seu próprio programa chamado Survive!, um reality show onde os competidores são colocados em uma ilha deserta e precisam cuidar de si mesmos sozinhos. Esses competidores também eram filmados por câmeras ao seu redor. Posteriormente, o tribunal rejeitou a ação movida por Castaway contra de Mol e Endemol. O formato do reality show foi posteriormente transformado em Survivor.
Em 2000, o espólio de George Orwell processou a CBS Television e a Endemol por violação de direitos autorais e marca registrada, alegando que o programa infringia o romance 1984 e suas marcas registradas. Após uma série de decisões judiciais adversas aos réus (CBS e Endemol), o caso foi resolvido por uma quantia não revelada na noite do julgamento.

### Agressões sexuais
Houve três ocorrências documentadas de possível estupro acontecendo durante o programa. No Big Brother África do Sul, um colega de casa foi acusado de abusar de outra participante enquanto ela dormia. Os dois foram filmados se beijando e abraçando na cama antes que as câmeras se afastassem e o homem alegasse aos colegas de casa no dia seguinte que ele teve relações sexuais com a competidora. No entanto, a mulher ficou aparentemente chocada com as alegações e informou aos colegas de casa que não tinha consentido em ter relações sexuais com ele (ao abrigo da lei sul-africana, este ato seria constituído como estupro). Este colega de casa foi expulso imediatamente após o surgimento das acusações e mais tarde foi preso.
No Big Brother Brasil, muitos telespectadores relataram que assistiram a um participante supostamente abusar de uma colega de casa enquanto ela estava desmaiada e bêbada após uma "festa com bebidas alcoólicas". Logo em seguida, a Polícia Federal entrou na casa e prendeu o infrator, que posteriormente foi proibido de aparecer novamente no programa.
Além disso, um incidente de agressão sexual ocorreu no Big Brother Australia em 2006, durante a sexta temporada do programa. O competidor Michael "John" Bric segurou a colega Camilla Severi em sua cama enquanto um segundo homem, Michael "Ashley" Cox, "deu um tapa" no rosto dela com seu pênis, um ato indecente ilegal sob a lei australiana.